# Equazioni di Eulero (fluidodinamica)
In fluidodinamica, le equazioni di Eulero sono le tre equazioni di bilancio canoniche che descrivono un flusso inviscido. Devono il loro nome al matematico e fisico svizzero Eulero, allievo di Johann Bernoulli.

## Le equazioni
Le equazioni di Eulero in assenza di forze di volume sono:
{\displaystyle {\begin{cases}\displaystyle {\frac {\partial \rho }{\partial t}}+\mathbf {\nabla } \cdot \left(\rho \ \mathbf {u} \right)=0\\\\\displaystyle {\frac {\partial \rho \mathbf {u} }{\partial t}}+\mathbf {\nabla } \cdot \left(\rho \ \mathbf {u} \otimes \mathbf {u} +p\,{\textrm {I}}\right)=0\\\\\displaystyle {\frac {\partial E_{tot}^{*}}{\partial t}}+\mathbf {\nabla } \cdot \left[\mathbf {u} \left(E_{tot}^{*}+p\right)\right]=0\end{cases}}}
Dove ρ è la densità del fluido, u la sua velocità, p la pressione, E*tot l'energia totale per unità di volume. Il sistema di equazioni va completato con un modello completo di fluido, ovvero fornendo un'equazione canonica o due equazioni di stato.
Per quanto riguarda le prime due equazioni del sistema, esse descrivono il bilancio della massa (equazione di continuità) e della quantità di moto in un fluido. Considerando un caso bidimensionale e stazionario, possiamo esprimerle in termini di componenti di velocità (vx, vy), densità ρ e pressione p per ogni punto (x,y) di un sistema di riferimento cartesiano.
Equazione di continuità:
{\displaystyle {\frac {\partial \rho v_{x}}{\partial x}}+{\frac {\partial \rho v_{y}}{\partial y}}=0}
Quantità di moto lungo x:
{\displaystyle {\frac {\partial \rho v_{x}^{2}}{\partial x}}+{\frac {\partial \rho v_{x}v_{y}}{\partial y}}=-{\frac {\partial p}{\partial x}}}
Quantità di moto lungo y:
{\displaystyle {\frac {\partial \rho v_{x}v_{y}}{\partial x}}+{\frac {\partial \rho v_{y}^{2}}{\partial y}}=-{\frac {\partial p}{\partial y}}}
Se consideriamo il fluido incomprimibile, cosa plausibile per basse velocità, ovviamente la densità resta costante, e le equazioni diventano quindi:
Equazione di continuità:
{\displaystyle {\frac {\partial v_{x}}{\partial x}}+{\frac {\partial v_{y}}{\partial y}}=0}
Quantità di moto lungo x:
{\displaystyle v_{x}{\frac {\partial v_{x}}{\partial x}}+v_{y}{\frac {\partial v_{x}}{\partial y}}=-{\frac {1}{\rho }}{\frac {\partial p}{\partial x}}}
Quantità di moto lungo y:
{\displaystyle v_{x}{\frac {\partial v_{y}}{\partial x}}+v_{y}{\frac {\partial v_{y}}{\partial y}}=-{\frac {1}{\rho }}{\frac {\partial p}{\partial y}}}
Le equazioni differenziali date sopra sono solitamente risolte tramite metodi numerici nella fluidodinamica computazionale (CFD).
Rivestono inoltre una enorme importanza in diversi problemi di fluidodinamica. Possono ad esempio essere usate per il calcolo delle forze aerodinamiche (portanza e resistenza) agenti su un profilo alare, se accoppiate con una trattazione dello strato limite nelle regioni in prossimità del corpo.
Tali equazioni inoltre, integrate lungo una linea di flusso in caso di flusso incomprimibile ({\displaystyle \nabla \cdot \mathbf {u} =0}) e stazionario (ovvero flusso non dipendente dal tempo), conducono alla ben nota equazione di Bernoulli, che esprime in maniera molto semplice la relazione tra pressione e velocità. Dall'integrazione in direzione normale alle linee di flusso può invece essere dimostrato l'effetto Coandă.

### Derivazione dell'Equazione di continuità
Volendo ricavare l'equazione di continuità, che esplicita in fluido dinamica il principio di conservazione della massa, consideriamo una superficie {\displaystyle \Sigma } che racchiude un volume V di fluido. La massa all'interno della superficie chiusa sarà data dall'integrale sul volume racchiuso della densità, non necessariamente costante, del fluido:{\displaystyle M_{\Sigma }=\int \limits _{V}\rho ({\vec {r}},t)dV}Volendo andare a trovare una funzione che si esprima il flusso di massa, prendiamo una superficie infinitesima {\displaystyle d\Sigma }  orientata da un versore {\displaystyle {\hat {n}}} (prendiamo uscente dalla faccia infinitesima). Il flusso infinitesimo calcolato sulla superficie sarà scrivibile come il prodotto della massa infinitesima per la velocità del fluido:{\displaystyle d\Phi _{\Sigma }=\rho ({\vec {r}},t){\vec {v}}({\vec {r}},t){\hat {n}}d\Sigma }dove infatti la massa infinitesima è espressa come {\displaystyle dm=\rho dV}.
Facendo l'integrale su tutta la superficie che racchiude il volume V ricaviamo che il flusso è:{\displaystyle \Phi _{\Sigma }=\oint \limits _{\partial \Sigma }\rho {\vec {v}}{\hat {n}}d\Sigma }A questo punto per la conservazione della massa deve essere verificato che la derivata della massa rispetta al tempo corrisponde al flusso di massa che attraversa la superficie, quindi:{\displaystyle {\frac {dM_{\Sigma }}{dt}}=-\Phi _{\Sigma }}dove il segno deriva dalla scelta del versore uscente dalla superficie.
In termini integrale implica che:{\displaystyle {\frac {d}{dt}}\int \limits _{V}\rho dV=-\oint \limits _{\partial \Sigma }\rho {\vec {v}}{\hat {n}}d\Sigma }
Sfruttando il teorema di Gauss (o teorema della divergenza) possiamo riscrivere il flusso lungo la superficie come la divergenza della funzione integranda sul volume e ottenere:{\displaystyle {\frac {d}{dt}}\int \limits _{V}\rho dV=-\int \limits _{V}\nabla (\rho {\vec {v}})dV}
Portando tutti i termini da una parte e portando dentro il primo integrale l'operatore di derivata abbiamo:{\displaystyle \int \limits _{V}{\frac {d\rho }{dt}}dV+\int \limits _{V}\nabla (\rho {\vec {v}})dV=0}
Considerando che la derivata di {\displaystyle \rho }, che dipende anche dallo spazio, rispetto al tempo si ha una derivata parziale:{\displaystyle \int \limits _{V}{\frac {\partial \rho }{\partial t}}dV+\int \limits _{V}\nabla (\rho {\vec {v}})dV=0}
Per la linearità dell'integrale allora l'integrale fatto su entrambe le funzioni deve essere nullo, che è come chiedere che l'argomento dell'integrale sia nullo e quindi ritroviamo:{\displaystyle {\frac {\partial \rho }{\partial t}}+\nabla (\rho {\vec {v}})=0}
Nel 2022 è stato pubblicato un paper che, sotto determinate condizioni iniziali al contorno, evidenzia la formazione di una singolarità in cui le equazioni di Eulero falliscono. Per la prima volta, l'esistenza di una singolarità viene provata mediante una dimostrazione assistita dal computer.

## Estensione
Le equazioni di Eulero trascurano la viscosità e la conducibilità termica del fluido. Quando queste assumono rilevanza, la forma generale delle equazioni del moto di un fluido è data dall'equazione di Navier.
Inoltre si ha che le Equazioni di Eulero non presentano più il Laplaciano della velocità, dunque diventano di primo ordine. Questo impone che la condizione di aderenza presente nelle Equazioni di Navier-Stokes qui sparisce. Si rinuncia all'aderenza dunque le particelle scorreranno sulla superficie del corpo.